# Salzkammergut
Salzkammergut je austrijsko odmaralište koje se proteže od grada Salzburga do planine Dachstein, kroz tri austrijske savezne države: Gornja Austrija (80%), Štajerska (13%) i Salzburg (7%). Kroz njega protječe rijeka Traun koja je pritoka Dunava. Njegovo ime "Salzkammergut" na njemačkom znači "Posjed ureda soli", a znači da je pripadao Habsburškom carskom uredu koji je upravljao vađenjem dragocjene soli iz ovog kraja.
Veliki dio ovog kraja (Hallstatt i Dachstein) je upisan na UNESCO-ov popis mjesta svjetske baštine u Europi 1997. godine kao "Kulturni krajolik Salzkammergut". Ljudska aktvinost u fantastičnom krajoliku Salzkammerguta je otpočela u prapovijesti iskapanjem soli još u 2. tisućljeću pr. Kr. Zahvaljujući ovim rudnicima cijeli kraj je uživao gospodarsko bogatstvo sve do 20. stoljeća, o čemu svjedoči arhitektura sela Hallstatt.
Svojim brojnim jezerima (kao što su Grundlsee i Toplitzsee) i planinama, Salzkammergut je pogodan za vodene sportove, plivanje, planinarenje, biciklizam i golf (kao Katrinalm u Bad Ischlu).
Tipičan kulinarski specijalitet ovog kraja su izrezane i pošećerene palačinke s bobicama (Kaiserschmarrn), krafne (Krapfen) i slatki kruh Lebkuchen.
Pokrajine Salzkammerguta, uključujući jezera, su:
- Ausseerland
- Inner Salzkammergut
- Mondseeland - Mondsee / Irrsee
- Almtal
- Attersee
- Attergau
- Bad Ischl
- Traunsee
- Fuschlsee
- Wolfgangsee

## Vanjske poveznice
- Salzkammergut Tourism (njem.)